# Michael Laudrup
Michael Laudrup (Frederiksberg, Copenhague, 15 de junio de 1964) es un exfutbolista y entrenador danés. Se lo considera uno de los mejores futbolistas europeos entre mediados de las décadas de los ochenta y noventa.
Ocupaba la demarcación de centrocampista, principalmente mediapunta, aunque su versatilidad le permitía desenvolverse como delantero o extremo. Dotado de gran talento y elegancia técnica, destacaba por su habilidad para el regate y su amplio repertorio de asistencias y pases, como los vistosos y efectivos "pases sin mirar a la jugada".
Durante su carrera como futbolista, entre otros equipos, jugó en los dos grandes clubes de España, Real Madrid y F. C. Barcelona. Tras su retirada en 1998, emprendió la carrera de entrenador, siendo el club de su debut como futbolista profesional, el Brøndby IF danés, el primer equipo que dirigió en 2002. En la temporada 2012/13, consiguió su último título hasta el momento como técnico, al proclamarse campeón de la League Cup con el Swansea City de la Premier League inglesa.
Su padre Finn y su hermano Brian eran también futbolistas.

## Trayectoria como futbolista
Despuntó desde muy joven, el primer equipo donde empezó a dar sus primeras patadas fue el Vanlose, equipo de su mismo barrio en Dinamarca donde su padre era entrenador, después recaló en la escuela del Brondby desde los 13 años en 1978 y realizó su debut en la 1.ª división danesa en 1981 el K.B Copenhague (Kobenhavn Boldskub) para luego retornar al Brondby en 1982 donde ya era un ídolo nacional y toda Europa suspiraba por él, firmó un precontrato con el Liverpool en 1983, pero días después los dirigentes del club le exigieron 3 años de contrato por las mismas cantidades en vez de 2 que habían aceptado y el no aceptó, semanas después ya había firmado por la Juventus gracias a la amistad de su padre con Mario Astori, el club lo cedería dos temporadas a la Lazio de Roma de 1983 a 1985 ya que contaba con dos extranjeros Platini y Boniek.El día que cumplió 18 años [15 de junio de 1982] debutó con la selección nacional absoluta de Dinamarca en un partido amistoso contra Noruega en Oslo. Sus dos primeros años en Roma fueron muy duros ya que el club luchaba por el descenso, y la prensa y los aficionados era muy críticos, aunque dejó huella y varios gestos del grandísimo jugador que era. En su primera temporada en Turín 1985/86, ganó la Liga y disputó con la Juventus, la Copa Intercontinental 1985 frente al Argentinos Juniors campeón de América, al que ganaron en tanda de penales, esta fue la mejor temporada del danés en Italia, donde se ganó los corazones de los tifosi que ya le llamaban ' Sei grande Michelino'. Su segunda temporada no fue nada exitosa por culpa de las continuas lesiones que afectaron tanto a Laudrup como a la mayoría de la plantilla de la Juventus de Turín, de allí en adelante tuvo temporadas dispares en el fútbol italiano, donde volvió a tener protagonismo en su última temporada en Italia con Dino Zoff la 1988/89. Pero ya tenía decidido abandonar Italia al finalizar su contrato en 1989, cansado de un fútbol megadefensivo y muy físico a la vez que táctico, donde tantas veces el jugador tan fino y elegante decía que ya estaba aburrido de correr siempre detrás del balón para recuperarlo, ya no disfrutaba con aquello.
En 1989 fichó por el F. C. Barcelona, por expreso deseo del entonces entrenador barcelonista Johan Cruyff, quien ya lo había intentando fichar un año antes pero al final no fructificaron las negociaciones (más adelante Cruyff diría que con Laudrup un año antes hubieran ganado un año antes la liga). En el Barcelona vivió los mejores momentos de su carrera deportiva, que se relanzó hasta situarlo en la cúspide del fútbol mundial. A ello contribuyeron los éxitos del Barcelona, con el que conquistó la Copa de Europa en 1992 y cuatro Ligas consecutivas de 1991 a 1994. Laudrup era uno de los pilares indiscutibles del equipo, y uno de los tres jugadores extranjeros de aquel Barcelona al que denominaron "Dream Team". Los otros dos eran Ronald Koeman y Hristo Stoichkov.
En 1993, el F. C. Barcelona fichó a un cuarto extranjero de primer nivel mundial: el brasileño Romário. El problema es que el equipo solo podía alinear a tres extranjeros a la vez: uno debía quedarse en el banquillo. A 13 de febrero de 1994, con 23 jornadas disputadas de Liga y 6 de Liga de Campeones, Laudrup era de los cuatro cracks extranjeros el que más había jugado de los 29 partidos hasta la fecha:
Laudrup 23 titularidades,
Koeman 22 titularidades,
Stoichkov 21 titularidades,
Romario 21 titularidades
En noviembre de 1993 Cruyff dio el visto bueno a la directiva para renovar al danés, pero el danés por lo visto exigía mucho dinero para renovar. A principios de diciembre una cadena española de televisión filtró que Laudrup había firmado un precontrato con el Madrid. Pero Laudrup lo desmintió y Cruyff puso su confianza en el danés que aceptaría renovar por el club blaugrana. Ante la presión mediática Laudrup dijo que hasta marzo no tomaría una decisión, pero la directiva de Núñez a mediados de febrero de 1994 filtró a la prensa que ya era un hecho que Laudrup jugaría por el club blanco las dos siguientes temporadas a razón de 400 o 500 millones por temporada, casa y coche. Esto enfurismó a Laudrup que lejos de desmentirlo (porque era cierto) dijo que hasta mayo no anunciaría su decisión.
Ante esto Johan vio claro que Laudrup había decidido irse al eterno rival y dejó de contar con Laudrup que pasó de ser el extranjero que más jugaba a ser el extranjero descartado en todos los partidos de la Champions League (Cruyff ya había actuado de la misma forma con Luis Milla en 1990 cuando se hizo público que se iba al Madrid). De este modo se puede decir que el responsable de la marcha de Laudrup del Barça (y de la fin del Dream Team) fue el propio Michael Laudrup que por dinero o por querer jugar absolutamente todos los partidos decidió irse al eterno rival. Lo curioso es que la marcha de Laudrup fue la principal baza de la directiva para empezar a poner en contra de Johan Cruyff a la afición porque la prensa y el propio Laudrup en la rueda de prensa de su despedida dijo "que no aguantaba más" a Cruyff. 
Jugó en el Real Madrid dos temporadas, entre 1994 y 1996, y ganó una Liga, la del año 1995 donde fue considerado el jugador clave, nombrado mejor jugador de la liga, para que el Real Madrid la ganara. El dato más curioso fue que entró en el club de unos reducidos jugadores en ganar 5 títulos de liga seguidos, "en esta ocasión en dos clubs, y ser el único jugador que estuvo en los dos 5-0 siempre en la lado ganador".
Abandonó el Real Madrid, a la finalización de su contrato por dos temporadas, en 1996, y decidió aceptar una buena oferta económica del Vissel Kobe, un equipo de la Liga japonesa, equipo en el que jugó 8 meses pero no tenía el nivel e intensidad para acabar su dilatada carrera. Y en 1997 aceptó la llamada del Ajax de Ámsterdam entrenado por su excompañero Morten Olsen donde dejó en su última temporada un nivel espectacular, ganando Liga y Copa, y con una preparación muy alta para disputar su última gran cita: El Mundial de Francia 98. Ésta si que era su deseada despedida y tenía ganas de demostrarlo como finalmente fue.

## Trayectoria como internacional
Con la selección danesa, Laudrup debutó el 15 de junio de 1982, justo el día que cumplía los dieciocho años, en un amistoso contra la selección noruega. Se convirtió así en el segundo jugador más joven en debutar con la selección danesa. Laudrup participó en 104 partidos con la Dinamarca, marcando 37 goles. Es el cuarto jugador que más partidos ha disputado en la historia de la selección danesa y, a pesar de no ser delantero, es también el sexto máximo goleador en su historia.
Jugó primero la Eurocopa 1984 en Francia, perdiendo Dinamarca en semifinales contra España en la tanda de penaltis, pero fue considerado como uno de los mejores jugadores del torneo por la rapidez, calidad, habilidad y vértigo que le ponía a su juego. Laudrup, más tarde, estuvo presente en México en la Copa Mundial de Fútbol de 1986, siendo recordada su memorable actuación en la victoria danesa por 6-1 ante Uruguay, donde fue imparable para la defensa charrúa junto con su compañero Elkjær Larsen. Antes derrotaron 1-0 a Escocia y se despacharon frente a la favorita Alemania por 2-0, siendo primeros de su grupo y considerados hasta ese momento el mejor equipo y la revelación del mundial. No obstante, el sueño de Laudrup y Dinamarca acabó abruptamente perdiendo en octavos de final ante España, por un aplastante 5-1, con 4 goles de Emilio Butragueño.
También formó parte de la decepcionante selección danesa en la Eurocopa de 1988 en Alemania Federal, aunque marcó, al menos, uno de los dos goles de la selección danesa en este campeonato europeo. Laudrup no disputó la Eurocopa 1992 en Suecia, la cual ganó Dinamarca. Los motivos de su ausencia en la selección danesa fueron sus diferencias con el seleccionador Moller-Nielsen.
Dinamarca no se clasificó para el Mundial de 1994 en Estados Unidos y quedó después eliminada en la fase de grupos de la Eurocopa 1996 en Inglaterra. Pero para Laudrup la última etapa con su selección fue muy buena, encontrándolo maduro, siempre genial y más experimentado guiando a los suyos a la Copa Mundial de Fútbol de 1998, Laudrup guio a Dinamarca hasta los cuartos de final, cayendo por 2-3 contra Brasil. Laudrup fue, finalmente, incluido en el Mejor equipo del Mundial de 1998 en Francia, gracias a su actuación contra la selección brasileña de Ronaldo Nazario.

### Participaciones en Copas del Mundo
| Mundial                        | Sede    | Resultado        | Partidos | Goles |
| ------------------------------ | ------- | ---------------- | -------- | ----- |
| Copa Mundial de Fútbol de 1986 | México  | Octavos de final | 4        | 1     |
| Copa Mundial de Fútbol de 1998 | Francia | Cuartos de final | 5        | 1     |

## Trayectoria como entrenador

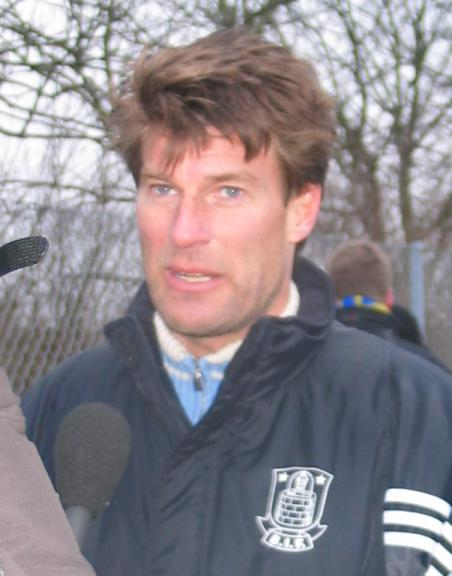
Laudrup en 2005 siendo entrenador del Brøndby IF.

Laudrup fue ayudante del seleccionador de Dinamarca Morten Olsen (2000-02) y entrenador de su equipo de toda la vida, el Brøndby IF, con el que logró una liga y dos copas en cuatro temporadas, hasta que dejó el banquillo del conjunto danés en mayo de 2006.
En la temporada 2007/2008, dirigió al Getafe CF, tras la marcha de Bernd Schuster al Real Madrid. Logró que el club llegara por segunda vez en su historia a una final de la Copa del Rey (perdió 3-1 ante el Valencia CF) y que alcanzara los cuartos de final de la Copa de la UEFA, donde fue eliminado por el Bayern Múnich por la regla del gol de visitante, además de lograr la permanencia en Primera. Pese a su buen papel, en mayo de 2008 confirmó que no seguiría la próxima temporada como entrenador del Getafe CF.

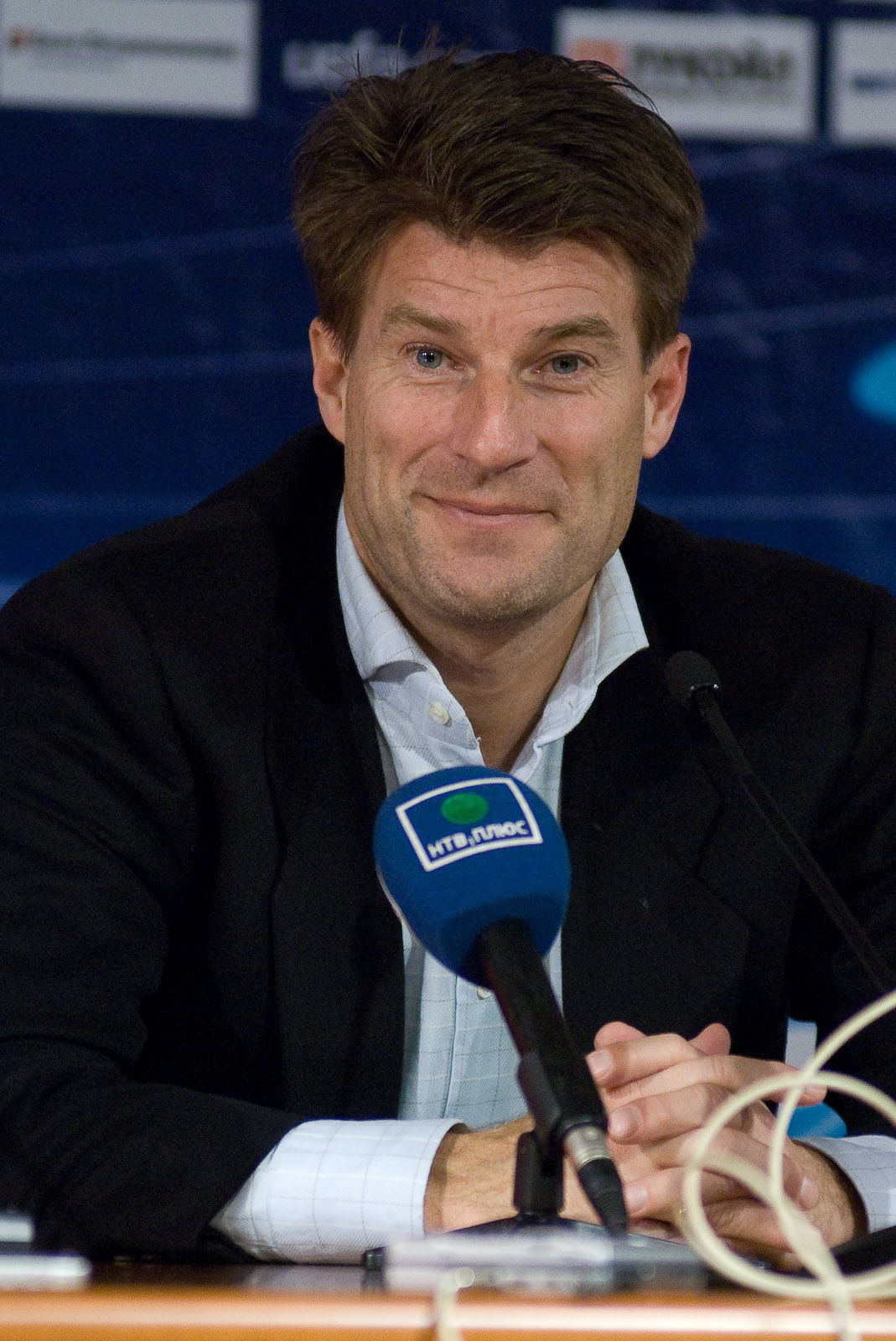
En una rueda de prensa en 2008 con el Spartak de Moscú.

En septiembre de 2008, el danés firmó con el Spartak de Moscú para los 18 próximos meses, aunque el 15 de abril de 2009 fue destituido como consecuencia de los malos resultados cosechados por el equipo ruso.
Laudrup se comprometió con el RCD Mallorca por las 2 siguientes temporadas en verano de 2010. Durante la primera temporada con el club balear, los bermellones llevaban una campaña tranquila, pero la mala racha del equipo al final del campeonato (6 puntos de 24 posibles) le llevó a jugarse el descenso en la última jornada. El Mallorca perdió en casa 3-4 contra el Atlético de Madrid, pero consiguió salvarse gracias a la derrota 0-2 del Deportivo de la Coruña contra el Valencia C. F.. Sin embargo, a principios de la temporada 2011-12, Laudrup dimitió por sus diferencias con Lorenzo Serra Ferrer, vicepresidente del club.
En junio de 2012, se anunció su fichaje por el Swansea City de la Premier League. Con el modesto conjunto galés logró su primer título desde su etapa en el Brøndby IF, la Copa de la Liga de Inglaterra, al imponerse en la final por 5-0 al Bradford City. En marzo de 2013 renovó su contrato con la entidad hasta 2015, llevando al equipo a un cómodo 9.º puesto en la Premier League 2012-13. Fue despedido el 4 de febrero de 2014, habiéndose disputado 24 jornadas de la Premier League 2013-14 con el equipo galés en 12.º lugar de la clasificación.
El 1 de julio de 2014, el Lekhwiya SC confirmó su llegada como nuevo técnico. En junio de 2015, anunció su marcha del banquillo catarí, después de haber ganado la Liga y la Copa del país.
El 26 de septiembre de 2016, se comprometió con el Al-Rayyan.

## Estadísticas

### Clubes
| Equipo            | Temporadas | Partidos | Goles | Promedio |
| ----------------- | ---------- | -------- | ----- | -------- |
| Brøndby IF        | 1982-1983  | 38       | 23    | 0,60     |
| S. S. Lazio       | 1983-1985  | 60       | 8     | 0,13     |
| Juventus F. C.    | 1985-1989  | 102      | 17    | 0,20     |
| F. C. Barcelona   | 1989-1994  | 165      | 40    | 0,24     |
| Real Madrid C. F. | 1994-1996  | 62       | 12    | 0,19     |
| Vissel Kobe       | 1996-1997  | 15       | 5     | 0,40     |
| A. F. C. Ajax     | 1997-1998  | 22       | 12    | 0,52     |
| TOTAL             | 1982-1998  | 464      | 117   | 0.25     |

### Entrenador
| Equipo           | Años      | P   | PG  | PE  | PP  | % v.   |
| ---------------- | --------- | --- | --- | --- | --- | ------ |
| Brøndby IF       | 2002-2006 | 132 | 76  | 31  | 25  | 65.4%  |
| Getafe CF        | 2007-2008 | 59  | 25  | 15  | 19  | 50.85% |
| Spartak de Moscú | 2008-2009 | 19  | 6   | 5   | 8   | 40.35% |
| RCD Mallorca     | 2010-2011 | 57  | 15  | 19  | 23  | 37.43% |
| Swansea City     | 2012-2014 | 84  | 29  | 24  | 31  | 44.05% |
| Lekhwiya SC      | 2014-2015 | 33  | 23  | 7   | 3   | 76.77% |
| Al-Rayyan        | 2016-2018 | 47  | 28  | 9   | 10  | 65.96% |
| Total            | Total     | 431 | 202 | 110 | 119 | 55.38% |

## Palmarés

### Como jugador

#### Campeonatos nacionales
| Título                   | Club           | País         | Año  |
| ------------------------ | -------------- | ------------ | ---- |
| Serie A                  | Juventus       | Italia       | 1986 |
| Copa del Rey             | Barcelona      | España       | 1990 |
| Primera División         | Barcelona      | España       | 1991 |
| Supercopa de España      | Barcelona      | España       | 1991 |
| Primera División         | Barcelona      | España       | 1992 |
| Supercopa de España      | Barcelona      | España       | 1992 |
| Primera División         | Barcelona      | España       | 1993 |
| Primera División         | Barcelona      | España       | 1994 |
| Primera División         | Real Madrid    | España       | 1995 |
| Eredivisie               | Ajax Ámsterdam | Países Bajos | 1998 |
| Copa de los Países Bajos | Ajax Ámsterdam | Países Bajos | 1998 |

#### Campeonatos internacionales
| Título                | Equipo (*)             | Sede           | Año  |
| --------------------- | ---------------------- | -------------- | ---- |
| Copa Intercontinental | Juventus               | Tokio          | 1985 |
| Copa de Europa        | Barcelona              | Londres        | 1992 |
| Supercopa de Europa   | Barcelona              | Barcelona      | 1992 |
| Copa Confederaciones  | Selección de Dinamarca | Arabia Saudita | 1995 |

#### Distinciones individuales
| Distinción                             | Año         |
| -------------------------------------- | ----------- |
| Balón de Oro: 4° puesto                | 1985        |
| Balón de Oro: 7° puesto                | 1992        |
| Balón de Oro 10° puesto                | 1995        |
| Jugador Mundial de la FIFA: 10° puesto | 1995        |
| Mejor jugador extranjero de La Liga    | 1992 y 1993 |

### Como entrenador

#### Campeonatos nacionales
| Título                              | Equipo       | País       | Año  |
| ----------------------------------- | ------------ | ---------- | ---- |
| Supercopa de Dinamarca              | Brøndby IF   | Dinamarca  | 2002 |
| Copa de Dinamarca                   | Brøndby IF   | Dinamarca  | 2003 |
| Supercopa de Dinamarca              | Brøndby IF   | Dinamarca  | 2005 |
| Copa de Dinamarca                   | Brøndby IF   | Dinamarca  | 2005 |
| Superliga de Dinamarca              | Brøndby IF   | Dinamarca  | 2005 |
| Copa de la Liga de Inglaterra       | Swansea City | Inglaterra | 2013 |
| Qatar Stars League                  | Lekhwiya SC  | Catar      | 2015 |
| Copa Príncipe de la Corona de Catar | Lekhwiya SC  | Catar      | 2015 |